# Euphaedra ochrofasciata
Euphaedra ochrofasciata är en fjärilsart som beskrevs av Hans Rebel 1914. Euphaedra ochrofasciata ingår i släktet Euphaedra och familjen praktfjärilar. Inga underarter finns listade i Catalogue of Life.